# 12241 Lefort
A 12241 Lefort (ideiglenes jelöléssel 1988 PQ2) a Naprendszer kisbolygóövében található aszteroida. Freimut Börngen fedezte fel 1988. augusztus 13-án.